# Dasypogon arcuatus
Dasypogon arcuatus là một loài ruồi trong họ Asilidae. Dasypogon arcuatus được Fabricius miêu tả năm 1794. Loài này phân bố ở vùng Cổ Bắc giới.